# Westvleteren (ort i Belgien)
Westvleteren är en ort i Belgien.   Den ligger i provinsen Västflandern och regionen Flandern, i den västra delen av landet, 110 km väster om huvudstaden Bryssel. Westvleteren ligger 6 meter över havet och antalet invånare är 1 099.
Terrängen runt Westvleteren är mycket platt. Runt Westvleteren är det ganska tätbefolkat, med 192 invånare per kvadratkilometer.. Närmaste större samhälle är Poperinge, 8,2 km söder om Westvleteren. 
Trakten runt Westvleteren består till största delen av jordbruksmark.